# ميداري (ويسكونسن)
ميداري (بالإنجليزية: Medary, Wisconsin)‏ هي بلدة تقع بولاية ويسكونسن في الولايات المتحدة. تبلغ مساحتها 30.4 (كم²)، وترتفع عن سطح البحر 221 م، بلغ عدد سكانها 1458 نسمة في عام 2012 حسب إحصاء مكتب تعداد الولايات المتحدة .

## وصلات خارجية
- The US50 - Cities and Towns in Wisconsin State
- Wisconsin Cities and Towns, Facts, Map, Flag, Colleges, Government, and More